# Hypnum callistomum
Hypnum callistomum là một loài Rêu trong họ Hypnaceae. Loài này được (Besch.) Müll. Hal. mô tả khoa học đầu tiên năm 1874.